# Cres-Lošinj
Cres-Lošinj, arhipelag u Jadranskom moru, u Kvarnerskom zalivu. Čine ju veća ostrva Cres i Lošinj, te Unije, Vele Srakane, Male Srakane, Susak, Ilovik i grupa malih nenaseljenih ostrva (Zeča, Trstenik, Veli Osir, Mali Osir, Koludarc, Murtar, Palacol, Sveti Petar, itd.).
Cres i Lošinj u prošlosti su bili jedno ostrvo, zvano Apsyrtides (Osorsko ostrvo), ali je kraj Osora prokopan kanal. Još jedan kanal, kraj Malog Lošinja prokopan je 1930-ih, te praktično razdvaja Lošinj na dva ostrva.
Cres-Lošinj je i ime opštine koja je postojala u vreme SFRJ. Godine 1993. ponovno je razdeljena na opštine Cres i Mali Lošinj.
Prema popisu stanovništva iz 2001. godine, na ostrvima živi 11.347 stanovnika.